# Punkt præludium
Punkt præludium er en film instrueret af Søren Melson.

## Handling
En eksperimentel tegnefilm, hvis skaber har forsøgt at analysere rytmen i et musikstykke af Svend Erik Tarp. Man er her gået den modsatte vej, end den man plejer, idet musikken først er komponeret og indspillet, og derefter er billedsiden skabt.